# ایان بنجامین
ایان بنجامین (انگلیسی: Ian Benjamin؛ زادهٔ ۱۱ دسامبر ۱۹۶۱) بازیکن فوتبال اهل بریتانیا است.
از باشگاه‌هایی که در آن بازی کرده‌است می‌توان به باشگاه فوتبال وست برومویچ آلبیون، باشگاه فوتبال کمبریج یونایتد، باشگاه فوتبال پیتربورو یونایتد، باشگاه فوتبال لوتون تاون، باشگاه فوتبال نوتس کانتی، باشگاه فوتبال ساوتند یونایتد، باشگاه فوتبال شفیلد یونایتد، باشگاه فوتبال اکستر سیتی، باشگاه فوتبال ویگان اتلتیک، باشگاه فوتبال برنتفورد، و باشگاه فوتبال نورث‌همپتون تاون اشاره کرد.
وی همچنین در تیم ملی فوتبال زیر ۱۸ سال انگلستان بازی کرده‌است.